# Andy Buchanan
Andy Buchanan – australijski judoka.
Zdobył trzy medale mistrzostw Oceanii w latach 1970 - 1975. Mistrz Australii w 1970 roku.